# Chris Knierim
Christopher Knierim (conocido como Chris Knierim; Tucson, 5 de noviembre de 1987) es un deportista estadounidense que compite en patinaje artístico, en la modalidad de parejas. Participó en los Juegos Olímpicos de Pyeongchang 2018, obteniendo una medalla de bronce en la prueba de equipo.

## Palmarés internacional
| Juegos Olímpicos | Juegos Olímpicos            | Juegos Olímpicos  | Juegos Olímpicos |
| Año              | Lugar                       | Medalla           | Prueba           |
| ---------------- | --------------------------- | ----------------- | ---------------- |
| 2018             | Pyeongchang (Corea del Sur) | Medalla de bronce | Equipo           |